# Mentiras verdaderas (programa de televisión chileno)
Mentiras verdaderas fue un programa de televisión chileno del canal La Red  estrenado el 11 de octubre de 2011. Es el primer espacio producido por este canal en ser transmitido en directo de lunes a jueves en horario estelar. 
Su presentador fue el periodista Eduardo Fuentes desde el inicio del programa hasta el 8 de febrero de 2013. Entre el 11 y el 28 de febrero ocupó la conducción Gonzalo Feito, siendo reemplazado en marzo por Jean Philippe Cretton, hasta enero de 2015. El nuevo conductor fue Ignacio Franzani hasta marzo de 2018, asumiendo nuevamente Eduardo Fuentes desde 2018 hasta 2022. A partir de la temporada 2022 asume la conducción del programa Alejandro Guillier. El último capítulo del programa se emitió el 23 de diciembre de 2022.

## Formato
El rol del conductor es entrevistar a diferentes invitados en cada capítulo y debatir sobre temas de actualidad con un grupo de panelistas que rotan de acuerdo al tema de conversación. Además todos los viernes, desde enero de 2012, se emitían capítulos denominados «Viernes de humor sin censura en MV», en los cuales se presentan diversos humoristas y comediantes nacionales. En este espacio hace su primera aparición un dúo humorístico cuya particularidad es que son transformistas, dupla integrada por Luz Violeta y Tina Wash. En junio de 2015 el espacio sin censura vuelve al día jueves.
En el primer capítulo de Mentiras verdaderas fueron entrevistados el fallecido entrenador de fútbol Hernán «Clavito» Godoy y el abogado Alfredo Morgado, mientras que la banda invitada fue Fiskales Ad-Hok. En esa ocasión, la audiencia promedió 2,8 puntos y en su segunda emisión alcanzó los 2,5 puntos. En su primer mes el programa promedió 2,1 puntos; y para el mes de noviembre de 2012 la cifra subió a 5,5 unidades promedio, obteniendo así su rating mensual más alto desde su estreno. El 13 de junio de 2012, Mentiras Verdaderas logró 10,2 puntos de rating promedio gracias a una entrevista realizada de Eduardo Fuentes a Juan Andrés Salfate en torno a su detención por infracción a la ley de drogas; con dicha cifra, el promedio general diario de la estación consiguió su mayor audiencia en cinco años.

## Equipo

### Conductores
- Eduardo Fuentes (2011-2013; 2018-2022)
- Gonzalo Feito (2013)
- Jean Philippe Cretton (2013-2015)
- Ignacio Franzani (2015-2018)
- Alejandro Guillier (2022)

### Antiguos panelistas
El esquema original contaba con una sección denominada Panel sin lucro en la que un panel que rotaba cada noche comentaba los temas de actualidad del día. Entre los panelistas estaban:
- Francisco Vidal, ex vocero de gobierno de Chile.
- Rodrigo Danús, empresario.
- Tomás Jocelyn-Holt, exdiputado.
- Mario Schilling, abogado.
- Ximena Ossandón, exdirectora de la JUNJI.
- Cristóbal Bellolio, abogado.
- Macarena Lescornez, directora de El Dínamo.
- Rafael Garay, Ingeniero comercial.
- Diana Massis, periodista.
- Bernardita Ruffinelli, columnista de Publimetro.
- María Paz Jorquiera, actriz.
- Patricio Cuevas, periodista y locutor radial.

Esta sección duró diariamente hasta inicios de noviembre de 2011. Aun así, esporádicamente se realiza, manteniendo algunos panelistas "estables" como:
- Cristóbal Bellolio, abogado.
- Macarena Lescornez, directora de El Dínamo.
- Diana Massis, periodista.
- Daniel Jadue, exalcalde de Recoleta, entre algunos otros.

Durante 2012, los invitados más recurrentes y que se convirtieron en panelistas estables fueron:
- Víctor Gutiérrez, periodista.
- María Luisa Cordero, psiquiatra
- Aldo Duque, abogado.
- Nelson Ávila, exsenador.
- Iván Arenas, humorista.
- Tati Penna, periodista.

Con algunos de estos panelistas se realiza actualmente otra sección que reemplazó definitivamente al Panel sin lucro, denominada "El tribunal de MV".
En marzo de 2018 vuelve a la conducción Eduardo Fuentes destacando como panelistas estables la Dra. María Luisa Cordero; los días miércoles, Cristián Contreras (Dr. File); los días viernes, el Profesor José María Maza Sancho; los días jueves.

### Panelistas actuales
En la actualidad, no existen panelistas estables en el programa, pero sí invitados del mundo político nacional.

## Premios y nominaciones
| Año  | Premio           | Categoría                                             | Resultado |
| ---- | ---------------- | ----------------------------------------------------- | --------- |
| 2012 | Premios TV Grama | Mejor Late Show                                       | Ganador   |
| 2013 | Premios Fotech   | Mejor Estelar, Revelación Televisiva y Mejor Animador | Ganador   |